# 3-5 Pigadia
3-5 Pigadia (en grec moderne : 3-5 Πηγάδια) est une petite station de ski de Grèce aménagée sur les pentes occidentales du Mont Vermion, à 17 km à l'ouest de la ville de Náoussa, en Macédoine-Centrale. 

## Domaine skiable
Il s'agit de la station de Grèce la mieux équipée en enneigeurs (équipement commencé dès 2002). La station est l'une des mieux équipées et organisées du pays. Les deux pistes de ski considérées comme les plus difficiles de Grèce (Aristoteles et Filippos) y sont aménagées.
La piste rouge Aristotelis - comme par ailleurs les 3 pistes de ski de fond - est homologuée FIS. Le dénivelé maximal de 575 m est l'un des plus importants du pays.
La saison se termine en général en mars.